# Danny Bakker
Danny Bakker (16 gennaio 1995) è un calciatore olandese, difensore del Telstar.

## Carriera

### Club
Nella stagione 2012-2013 esordisce in Eredivisie con l'ADO Den Haag, giocando una partita; nella stagione successiva è invece titolare.

### Nazionale
Ha giocato nelle nazionali giovanili olandesi Under-18, Under-19 ed Under-21.